# Bagrat II Bagratuni
Bagrat II Bagratuni (en armenio: Բագրատ Բ Բագրատունի; en árabe: Buqrāṭ ibn Ashūṭ‎, fue un noble armenio de la familia y dinastía Bagratuni y príncipe presidente —«príncipe de los príncipes»— de la Armenia de origen árabe entre los años 830 y 851. Murió después de 851. Sucedió a su padre, Ashot IV Bagratuni, como gobernante de Taron en 826 y fue nombrado «príncipe presidente» por el califa abasí en el año 830. En 849 comenzó una rebelión abierta contra la autoridad abasí en Armenia. La rebelión provocó el envío al país de Bugha al-Kabiral, que aplastó la revuelta en una campaña que duró tres años. Bagrat fue capturado traicioneramente durante las negociaciones en 851 y llevado cautivo a la capital abasida, Samarra. Le sucedieron en Taron sus hijos, mientras que el título de «príncipe presidente» pasó a su sobrino, el futuro rey Ashot I de Armenia.

## Vida
Bagrat era el hijo mayor de Ashot IV Bagratuni, que al momento de su muerte en 826 había llegado a controlar una gran parte de Armenia, y fue reconocido por los califas abasíes como príncipe presidente —ishkhan— de Armenia. Después de su muerte, Bagrat y su hermano Smbat decidieron dividir la herencia de su padre entre ellos: Bagrat tomó las regiones de Taron, Khoith y Sassoun es decir, los dominios de la familia en la parte superior del río Éufrates, mientras Smbat recibió las tierras ancestrales de alrededor de Bagaran y del río Araxes. En un esfuerzo calculado para mantener a los dos hermanos divididos, el gobierno de Abbasid dividió la autoridad de Ashot y confirió a Smbat el título de comandante en jefe —sparapet—, mientras que Bagrat fue nombrado príncipe presidente cuatro años después de la muerte de su padre. Bagrat también fue probablemente el primer príncipe presidente en llevar el título de «príncipe de los príncipes» —ishkhan ishkhanats— en lugar de simplemente «príncipe de Armenia».
Los cálculos de Abbasid demostraron ser correctos ya que los dos hermanos pasaron mucho tiempo peleándose entre ellos. En 841, por ejemplo, Bagrat hizo que los obispos armenios destituyeran al Catholicos de Armenia, Juan IV, pero fue reinstalado rápidamente en su sede por Smbat con la ayuda de los otros príncipes. Sin embargo, los príncipes armenios pudieron usar la preocupación del califato con la rebelión khurramita de Babak Khorramdin.para lograr un grado significativo de autonomía durante este período. Smbat, que había pasado tiempo en la corte califal como rehén, era más circunspecto al desafiar abiertamente al poder árabe que su hermano, pero en última instancia ambos eran demasiado débiles para amenazar seriamente el predominio abbasí por el momento. Así Bagrat participó en la gran campaña del Califa al-Mu'tasim contra el Imperio Bizantino en 838, e incluso luchó en la Batalla de Dazimon contra el Emperador Theophilos. En 841, por otra parte, bajo la dirección del sparapet Smbat, los armenios se rebelaron contra el nombramiento como gobernador califal de Khalid ibn Yazid al-Shaybani, quien en sus cargos anteriores se había vuelto enormemente impopular entre los príncipes cristianos y árabes del país. Los rebeldes lograron que el califa los recuperara y los reemplazara con Ali Ibn Husayn, el más débil y dócil, a quien los armenios no solo se negaron a entregar los impuestos esperados, sino que lo bloquearon rápidamente en su capital, Bardaa.
De esta manera, durante todo el reinado de Caliph al-Wathiq (842-847), Armenia permaneció fuera del control efectivo de los abasíes, pero la incorporación del enérgico Al-Mutawákkil en 847 trajo al trono a un gobernante decidido a reimponer la autoridad abasí. En 849, el Califa designó a un nuevo gobernador de Armenia, Abu Sa'id Muhammad al-Marwazi. Sin embargo, cuando se trasladó para entrar en Armenia con su ejército, fue recibido en la frontera por enviados de Bagrat con regalos y con el tributo prometido, una medida calculada para evitar que los recaudadores de impuestos árabes entren en el país. Este fue un acto de rebelión abierta de Bagrat, pero Abu Sa'id prefirió por el momento retirarse en vez de entrar en la provincia. El año siguiente, Abu Said envió a dos señores árabes locales, al-Ala ibn Ahmad al-Azdi y Musa ibn Zurara, el señor de Arzn, que estaba casado con una hermana de Bagrat, para someter a las dos provincias sureñas de Taron y Vaspurakan con el pretexto de aumentar los impuestos. Esto dio lugar a un conflicto abierto entre los árabes y Bagrat y el gobernante Artzruni de Vaspurakan,  Ashot I. Ashot derrotó a Al-Ala y lo expulsó de su territorio y más tarde fue a ayudar a Bagrat. Los ejércitos armenios enfrentaron y derrotaron a Musa cerca de la capital de Taron, Mush, lo persiguieron hasta Baghesh y se detuvo solo después de las súplicas de la esposa de Musa, la hermana de Bagrat. Los armenios procedieron a masacrar a los colonos árabes en Aghdznik lo que provocó que el califa interviniera con fuerza. Abu Sa'id lanzó una nueva expedición en 851 pero murió en el camino y su hijo, Yusuf, asumió el liderazgo de la expedición califal. La llegada del ejército abasí en sus tierras llevó a Ashot Artzruni a preferir una paz separada con los árabes, forzando también a Bagrat a entablar negociaciones con Yusuf. Durante las conversaciones, sin embargo, con la complicidad de su hermano, fue capturado y llevado a la capital califal de Samarra.
El arresto de Bagrat provocó que sus súbditos mataran a Yusuf el año siguiente. Al-Mutawákkil respondió enviando al país un gran ejército bajo el mando del general turco Bugha al-Kabir. En el transcurso de tres años, Bugha reocupó y sometió metódicamente toda la provincia de Armenia, desde las regiones del sur de Taron y Vaspurakan hasta los principados de la Albania del Cáucaso y la mayor parte de Iberia, en el norte. Los príncipes de Armenia permanecieron divididos y centrados en sus propias rivalidades personales, facilitando la reconquista de los abasíes combatiendo junto a las tropas del califa y entregando a sus rivales al cautiverio. La reimposición de la autoridad abasí también estuvo marcada por decenas de miles de ejecuciones entre la población masculina combatiente, y no perdonó a las familias principescas, ya fueran cristianas o musulmanas. En el momento del regreso de Bugha a Samarra en 855, la mayoría de los príncipes de Armenia estuvieron cautivos junto con sus hijos en la corte del Califa. Sin embargo, gradualmente, los príncipes armenios fueron liberados y sus tierrasdevueltas a ellos o sus hijos. A Bagrat le sucedieron sus hijos Ashot y David como gobernantes de Taron, aunque una parte de la región parece haber pasado a un miembro de la familia Artzruni, Gurgen I Artzruni, hijo de Abu Belj. El título de sparapet se lo dio a Ashot V Bagratuni, hijo de Smbat, quien en 862 también se convirtió en «príncipe de los príncipes», lo que finalmente condujo a su establecimiento del Reino Bagratid de Armenia virtualmente independiente en 884.